# フジテレビ水曜8時枠の連続ドラマ
フジテレビ水曜8時枠の連続ドラマ（フジテレビすいようはちじわくのれんぞくドラマ）は、フジテレビ系列にて毎週水曜日20時台に放送された海外作品や現代劇の連続テレビドラマの放送枠である。

## 放送作品リスト

### 海外作品1
- ガンスモーク（1959年3月4日 - 1962年3月） - ここから20:00 - 20:30。月曜20:00へ移動し、1時間ドラマに拡大。

ドラマ中断。この間は音楽番組『ザ・ヒットパレード』を放送。

### 海外作品2
- ブロンディ（1962年6月6日 - 8月29日） - 月曜19:00へ移動。ここまで20:00 - 20:30。
- クライム13（1962年9月3日 - 1963年3月） - これのみ20:00 - 21:00。

ドラマ中断。この間はプロボクシング中継番組『リングサイドアワー』を放送。なお継続中に終了時刻が20:56に変更（4分縮小）。

### 現代劇1
- 無法松の一生（南原宏治主演版、1964年4月15日 - 7月8日）
- 特捜シリーズ（1964年8月19日-9月）

ドラマ中断。この間は『劇場中継』と時代劇『剣は知っていた』を放送。

### 現代劇2
- 人生劇場（倉丘伸太郎版、1965年4月14日 - 9月29日）

ドラマ中断。この間は音楽番組『ゴールデン歌まつり』『フジテレビ今週のヒット15』、時代劇『銭形平次』（二代目大川橋蔵版）、バラエティ番組『ザ・わかるっチャー』を放送。また『銭形平次』継続中に終了時刻が20:55→20:54へ変更。

### 大映テレビ制作枠
1984年10月17日から1989年3月22日まで、大映テレビ制作枠。全10作品。堀ちえみ、杉浦幸、南野陽子主演の作品が2作品ある。
この枠の大映ドラマのフィルム作品は、『スタア誕生』を除いて少女漫画を原作とした作品が放送された。監督は土屋統吾郎、竹本弘一、岡本弘が手がけた作品が大半である。ナレーターは来宮良子が務めたが、一部の作品を除く。
| 作品名             | 放送日                         | 主演                | 脚本                          | 主題歌・挿入歌                                                         | 撮影方法 |
| ------------------ | ------------------------------ | ------------------- | ----------------------------- | ---------------------------------------------------------------------- | -------- |
| 青い瞳の聖ライフ   | 1984年10月17日 - 1985年4月3日  | フローレンス        | 江連卓、今井詔二、 山中伊知郎 | 「DESERT MOON」谷山浩子                                                | ビデオ   |
| スタア誕生         | 1985年4月10日 - 11月6日        | 堀ちえみ            | 長野洋、飛鳥ひろし            | 「ハートブレイカー」 「ステージ・ライト」葛城ユキ                      | フィルム |
| ヤヌスの鏡         | 1985年12月4日 - 1986年4月16日  | 杉浦幸              | 江連卓                        | 「今夜はANGEL」椎名恵                                                  | フィルム |
| 花嫁衣裳は誰が着る | 1986年4月23日 - 10月15日       | 堀ちえみ            | 長野洋、林さわこ、 佐々木守   | 「愛は眠らない」「Saddy Bar」椎名恵 「居酒屋」木の実ナナ・五木ひろし他 | フィルム |
| このこ誰の子?      | 1986年10月22日 - 1987年3月25日 | 杉浦幸              | 江連卓                        | 「悲しみは続かない」椎名恵                                             | フィルム |
| アリエスの乙女たち | 1987年4月8日 - 9月23日         | 南野陽子 佐倉しおり | 長野洋、大原清秀              | 「A・r・i・e・s」柏原芳恵                                              | フィルム |
| プロゴルファー祈子 | 1987年10月21日 - 1988年4月20日 | 安永亜衣            | 江連卓                        | 「THE WIND」椎名恵                                                     | ビデオ   |
| ザ・スクールコップ | 1988年5月11日 - 9月28日        | 三浦洋一            | 長野洋、大原清秀              | 「ロンリー グッドナイト」長山洋子                                      | ビデオ   |
| 追いかけたいの!    | 1988年10月26日 - 12月21日      | 南野陽子            | 金谷祐子、 大久保昌一良       | 「愛が止まらない 〜Turn It Into Love〜」Wink 「Boy on the run」NOBODY  | ビデオ   |
| こまらせないで!    | 1989年1月11日 - 3月22日        | 荻野目洋子          | 長野洋、佐々木守、 今井詔二   | 「ヴァージ・オブ・ラブ」 「スゥーピン・イン」荻野目洋子                | ビデオ   |